# 心タンポナーデ
心タンポナーデ（しんタンポナーデ、仏: tamponnade péricardique、英: cardiac tamponade、独: Perikardtamponade）とは、心臓と心臓を覆う心外膜の間に液体が大量に貯留することによって心臓の拍動が阻害された状態である。容易に心不全に移行して死に至るため、早期の解除が必須である。
特に胸部外傷や大動脈解離の上行大動脈型等の大血管損傷が原因の場合、急速に死に至る可能性が高く、早期の診断と手術が必須であり、また手術に至った場合も救命率はきわめて低い。
上記以外の原因の場合は、心嚢穿刺にて排液を行えば症状は急速に消失する。

## メカニズム
心臓は拍動という激しい運動を休みなく続けているが、それによる周囲臓器との摩擦を最小限に抑えるための仕組みが心外膜である。表面平滑なこの膜によって、スムーズな拍動が可能となっている。しかし心膜腔には通常少量の潤滑油の役割をする液体がわずかに存在するのみで、非常に狭い空間である。そこに大量の液体が何らかの理由で貯留すると、心臓を圧迫し、その運動、特に拡張運動を著しく阻害し、容易に心不全を引き起す。これが心タンポナーデを引き起す原理である。

## 診断
- 心エコーにて心膜腔に明らかな液体の貯留を認めるため診断は容易であるが、臨床的には心エコーを実施する判断が重要である。脈圧の低下など、注目しづらい症候を診断の端緒としなければならないため、診断が遅れることも多い。臨床的には、下記のBeckの三徴が重要となる。

1. 血圧（動脈圧）低下
2. 静脈圧上昇
3. 心音微弱

※また、心電図上ではlow voltageを呈することが多い。

## 治療
- 上記のように心嚢穿刺にて容易に治療できるが、大血管損傷が原因の場合は穿刺によって大量の出血を起こしてあっという間に心停止に至る危険性が高い。その疑いが少しでもある場合は、人工心肺や自己血回収装置を準備した上で手術室などで慎重に実施すべきである。

## 原因となる疾患
- 大動脈解離、鋭的心壁外傷、心外膜炎、悪性心膜中皮腫